# Identificateur
En programmation informatique, un identificateur ou identifiant est un mot choisi par le programmeur et qui, tel une étiquette, désigne un élément du programme : variable, constante, procédure, type, etc.
On peut distinguer les langages de programmation suivant les règles d'écriture des identificateurs, et notamment les jeux de caractères autorisés : ASCII uniquement, jeux de caractères locaux, ou Unicode.

## Langages à identificateurs Unicode
Unicode définit dans une de ses annexes, une base pour spécifier les identificateurs, tout en permettant à chaque langage de fonctionner sur des variantes de cette base.
Les langages Ada, Java, Microsoft .NET, Perl 5.16, Perl 6, StarOffice Basic sont compatibles avec des identificateurs Unicode.
Pour le langage C, la norme ISO/IEC 9899:1999 définit dans son annexe normative D les caractères autorisés dans les identificateurs, en reprenant la norme ISO/IEC TR 10176:1998. Sont notamment permis des ensembles de caractères latins, grecs, cyrilliques, tibétains, et CJK. 14 plages de chiffres, en plus de la plage ASCII, ainsi que certains caractères spéciaux sont également autorisés.
Le langage Python ambitionne de pouvoir supporter des identificateurs dans des langues autres que la seule langue anglaise avec le PEP 3131 .

## Règles de nommage
Les développeurs ont parfois besoin d’exprimer les concepts qu’ils utilisent avec des mots et des symboles qui leur sont familiers, en particulier pour les non anglophones.
Par ailleurs, avec l’usage croissant d’Internet, l’usage d’Unicode se répand. En programmation, il est présent :
- dans les chaînes de caractères des langages, en particulier Java et .NET représentent par défaut toutes les chaînes en Unicode ;
- dans les systèmes d’exploitations, en particulier dans Microsoft Windows.

Les langages s’interfaçant avec Java et .NET nécessitent le support d’identificateurs Unicode, pour être interopérables. Sans cela, une portion de l’espace de noms ne serait pas accessible.

## Exemples
- En Delphi les anciens identificateurs commençaient par a..z ou tiret bas (_), suivi de a..z, 0..9, ou tiret bas.
- Avec Unicode : suite de caractères alphabétiques Unicode ou tirets bas.

## Relation avec lesmétadonnées
Dans les langages de balisage, mais également dans tous les types de ressources informatiques et tous les types d’application, on peut employer des métadonnées pour décrire les données. L’identifiant est l’un des éléments couramment employés pour l’accès aux ressources (URI). L’identifiant peut faire l’objet de règles de nommage.